# ستيوارت براون
ستيوارت براون (بالإنجليزية: Stewart Brown)‏ هو شاعر بريطاني، ولد في 1951.